# Ingeborg Prior
Ingeborg Prior (geb. 1939) ist eine deutsche Buchautorin von Biografien und dokumentarischen Schicksalgeschichten.

## Leben
Ingeborg Prior wuchs in einer Kleinstadt in Baden-Württemberg auf. 1960 zog sie nach Köln. Nach einem Volontariat bei einer Tageszeitung arbeitete sie zunächst als freiberufliche Journalistin für Printmedien und den Hörfunk.
Während ihrer Recherchen zu einem Artikel über Menschen im Zirkus lernte sie den Clown Peter Bento kennen, der mit der im Nationalsozialismus als Jüdin verfolgten Zirkus-Reiterin Irene Storms Bento verheiratet war. Aus zahlreichen Gesprächen mit den Betroffenen rekonstruierte Prior die Geschichte der jüdischen Zirkusfamilie Lorch-Bento, die den Holocaust im Zirkus Althoff überlebte. Daraus entstand 1995 die TV-Dokumentation Zuflucht im Zirkus für den WDR in der Regie von Micha Terjung und 1997 der Roman Der Clown und die Zirkusreiterin. 2003 erwarb der Produzent und Regisseur Mark Schlichter die Filmrechte an dem Buch.
Es folgte eine Biografie über die Kunsthistorikerin Sophie Lissitzky-Küppers. In seiner Rezension für die FAZ kritisierte Hans-Peter Riese, Prior habe eine Chance versäumt, Lissitzky-Küppers „im Kontext der Kunstgeschichte und der Geschichte ihrer Zeit zu porträtieren“. Prior ist Co-Autorin der 2008 erschienenen autobiografischen Familiengeschichte der israelischen Komponistin Ella Milch-Sheriff Ein Lied für meinen Vater.

## Veröffentlichungen
- Der Clown und die Zirkusreiterin. Eine Liebe in finsterer Zeit. Roman, Piper Verlag, München 1997, ISBN 978-3-89029-196-3.
- Die geraubten Bilder. Die abenteuerliche Geschichte der Sophie Lissitzky-Küppers und ihrer Kunstsammlung. Kiepenheuer und Witsch Verlag, Köln 2002, ISBN 978-3-462-03084-6. Neuauflage 2015 im Zu Klampen Verlag unter dem Titel Sophies Vermächtnis. Von Hannover nach Sibirien. Die tragische Geschichte der Kunstsammlerin Sophie Lissitzky-Küppers und ihrer geraubten Bilder.
- Mit Peter Detert: Auf der Kippe. Wenn Ärzte, Justiz und Gesellschaft versagen – mein extremes Leben mit der Borderline-Krankheit. Heyne Verlag, München 2008, ISBN 978-3-641-03249-4 (E-Book).
- Ella Milch-Sheriff/Ingeborg Prior: Ein Lied für meinen Vater. Aufbau Verlagsgruppe, Berlin 2008, ISBN 978-3-351-02661-5.